# Opština Bogovinje
Bogovinje (makedonsky Боговиње, albánsky Komuna e Bogovinës) je opština (okres) v Severní Makedonii. Bogovinje je také název vesnice, která je centrem opštiny.
Opština Bogovinje je jednou z 9 opštin spadajících do Položského regionu.

## Geografie
Opština sousedí na severu s opštinou Tetovo, na východě s opštinou Brvenica, na jihu s opštinou Vrapčište a na západě se státem Kosovo.
Sídle opštiny je vesnice Bogovinje. Pod ni spadá dalších 15 vesnic:
- Čiflik, Dolno Palčište, Gorno Palčište, Gorno Sedlarce, Jelovjane, Kalnik, Kamenjane, Novake, Novo Selo, Pirok, Rakovec, Selce Keč, Siničane, Urvič, Žerovjane

## Demografie
Podle sčítání lidu z roku 2021 žije v opštině 22 906 obyvatel. Etnickými skupinami jsou:
- Albánci – 20 475 (89,39 %)
- Turci – 803 (3,51 %)
- Makedonci – 16 (0,07 %)
- ostatní a neuvedeno – 1 612 (7,04 %)